# Advanced Micro-Fabrication Equipment
Advanced Micro-Fabrication Equipment Inc. China (AMEC) — китайская компания электронной промышленности, крупный разработчик и производитель оборудования для изготовления полупроводниковых микросхем, пластин и плёнок. Штаб-квартира расположена в Шанхае. В 2023 году AMEC заняла 1877-е место в рейтинге Forbes Global 2000.

## История
Компания AMEC была основана в мае 2004 года в Шанхае бизнесменами Джеральдом Инем и Джеймсом Яном (Инь ранее работал в американских компаниях Applied Materials и Lam Research, а затем вернулся в Китай). Среди первых инвесторов AMEC были Qualcomm и Samsung, которые вложились в разработку китайской травильной CCP-машины.
В июле 2019 года Advanced Micro-Fabrication Equipment вышла на площадку STAR Market Шанхайской фондовой биржи; её крупнейшими акционерами стали Shanghai Venture Capital, Hong Kong Exchanges and Clearing и China Integrated Circuit Industry Investment Fund (Sino IC Capital). Летом 2022 года Джеральд Инь и другие руководители AMEC продали значительный пакет акций своей компании, а в октябре 2022 года власти США ввели санкции против AMEC. 
После того, как власти США ввели экспортные ограничения на поставки полупроводникового оборудования и комплектующих в Китай, AMEC смогла значительно увеличить свою выручку и долю на внутреннем китайском рынке. В январе 2024 года Министерство обороны США добавило AMEC в список китайских военных компаний.

## Деятельность
Advanced Micro-Fabrication Equipment производит оборудование для плазменного травления (CCP и ICP), оборудование для травления сквозных кремниевых отверстий (TSV), оборудование для химического осаждения (MOCVD и LPCVD), оборудование для очистки летучих органических соединений (VOC) для электронной промышленности.
Исследовательские центры AMEC расположены в Шанхае (Пудун) и Осане; производственные мощности — в Шанхае и Наньчане; офисы продаж и технического обслуживания — в Сямыне, на Тайване, в Южной Корее, Японии, Сингапуре и США. 
По итогам 2022 года основные продажи AMEC пришлись на специализированное полупроводниковое оборудование (81,2 %), запасные комплектующие (17,6 %) и техническое обслуживание оборудования (1,2 %). Крупнейшими рынками сбыта были Китай (88,6 %) и Тайвань (9,6 %). Среди основных конкурентов компании — Lam Research, Applied Materials, Tokyo Electron и NAURA Technology Group, основными клиентами являются TSMC, SMIC, GlobalFoundries и Bosch.

## Акционеры
Основными акционерами AMEC являются Sino IC Capital (17,09 %), Shanghai Science & Technology Venture Capital Group (15,15 %), China Asset Management (7,86 %), China Merchants Bank (4,73 %), Lion Fund Management (2,16 %), E Fund Management (2,09 %), Grenade (1,85 %), Bootes (1,8 %), Invesco Great Wall Fund Management (1,66 %) и CPIC Fund Management (1,53 %).